# Pałac Darul Aman

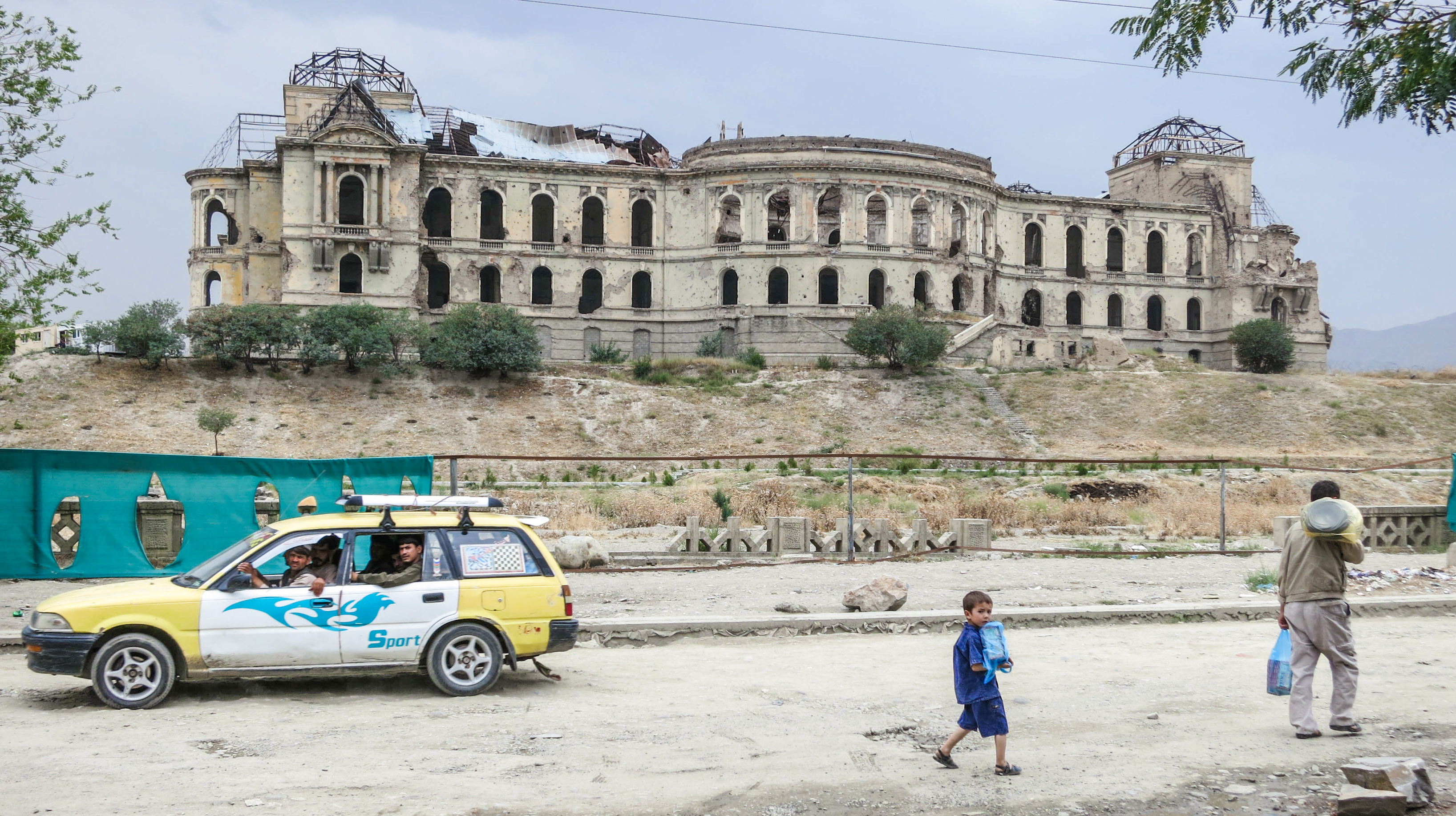
Pałac Darul Aman w 2008 roku

Pałac Darul Aman (Paszto: د دارالامان ماڼۍ; Perski: قصر دارالامان ; "siedziba pokoju" lub, w podwójnym znaczeniu "siedziba Aman") – to zrujnowany pałac położony około szesnastu kilometrów poza centrum Kabulu w Afganistanie. Od 2017 r. poczyniono postępy w zakresie dużego projektu, którego celem jest całkowita renowacja budynku do 2019 r.

## Historia
Budowa pałacu Darul Aman rozpoczęła się na początku lat dwudziestych XX wieku w ramach starań króla Amanullaha Khana o modernizację Afganistanu. Miało to być częścią nowej stolicy (zwanej także Darul Aman lub Darulaman), którą król zamierzał zbudować, połączonej z Kabul wąskotorową kolejką.
Pałac jest imponującym neoklasycznym budynkiem na szczycie wzgórza, z widokiem na płaską, zakurzoną dolinę w zachodniej części stolicy Afganistanu. Zaprojektowany przez francuskich i niemieckich architektów, był jednym z pierwszych budynków w kraju, posiadającym centralne ogrzewanie i bieżącą wodę. Przeznaczony na siedzibę przyszłego parlamentu, budynek pozostał niewykorzystany i częściowo nie kompletny przez wiele lat po tym, jak religijni konserwatyści zmusili Amanullaha abdykacji w 1929 r. I wstrzymali jego reformy. W późniejszych latach służył jako szkoła medyczna na uniwersytecie w Kabulu, a także jako magazyn i siedziba kilku mniejszych ministerstw.
Budynek został zniszczony przez pożar w 1969 roku, a następnie powrócił do Ministerstwa Obrony w latach 1970 i 1980. W komunistycznym zamachu w 1978 r. budynek ponownie został podpalony. Ponownie został uszkodzony, gdy rywalizujące frakcje mudżahedinów walczyły o kontrolę nad Kabulem na początku lat 90. ubiegłego wieku po zakończeniu sowieckiej interwencji. Ciężkie ostrzał przez mudżahedinów pozostawiło pałac w ruinie, i był używany głównie jako osada dla uchodźców i obóz dla nomadów aż do początku XXI wieku, kiedy to stała się kwaterą batalionu dla afgańskiej armii narodowej.
W 2005 r. Przedstawiono plan odnowienia pałacu, który miałby służyć jako siedziba przyszłego parlamentu Afganistanu. Środki te miały być finansowane głównie z prywatnych darowizn od cudzoziemców i bogatych Afgańczyków. Od lipca 2010 r. Nadal nie było żadnych oznak renowacji. Pałac był jednym z kilku celów w serii ataków rozpoczętych 15 kwietnia 2012 r., za które Talibowie zostali obarczeni odpowiedzialnością
Na początku 2016 roku rozpoczęto prace nad projektem odtworzenia pałacu o wartości 20 milionów dolarów, mającym na celu odnowienie pałacu na czas stulecia niezależności Afganistanu od Wielkiej Brytanii w 1919 r. Prawie 600 ton gruzu zostało początkowo usuniętych  150-pokojowego budynku, a przez wiosną 2017 r. pracownicy usuwali tynki i beton z wewnętrznych ścian.

## Galeria

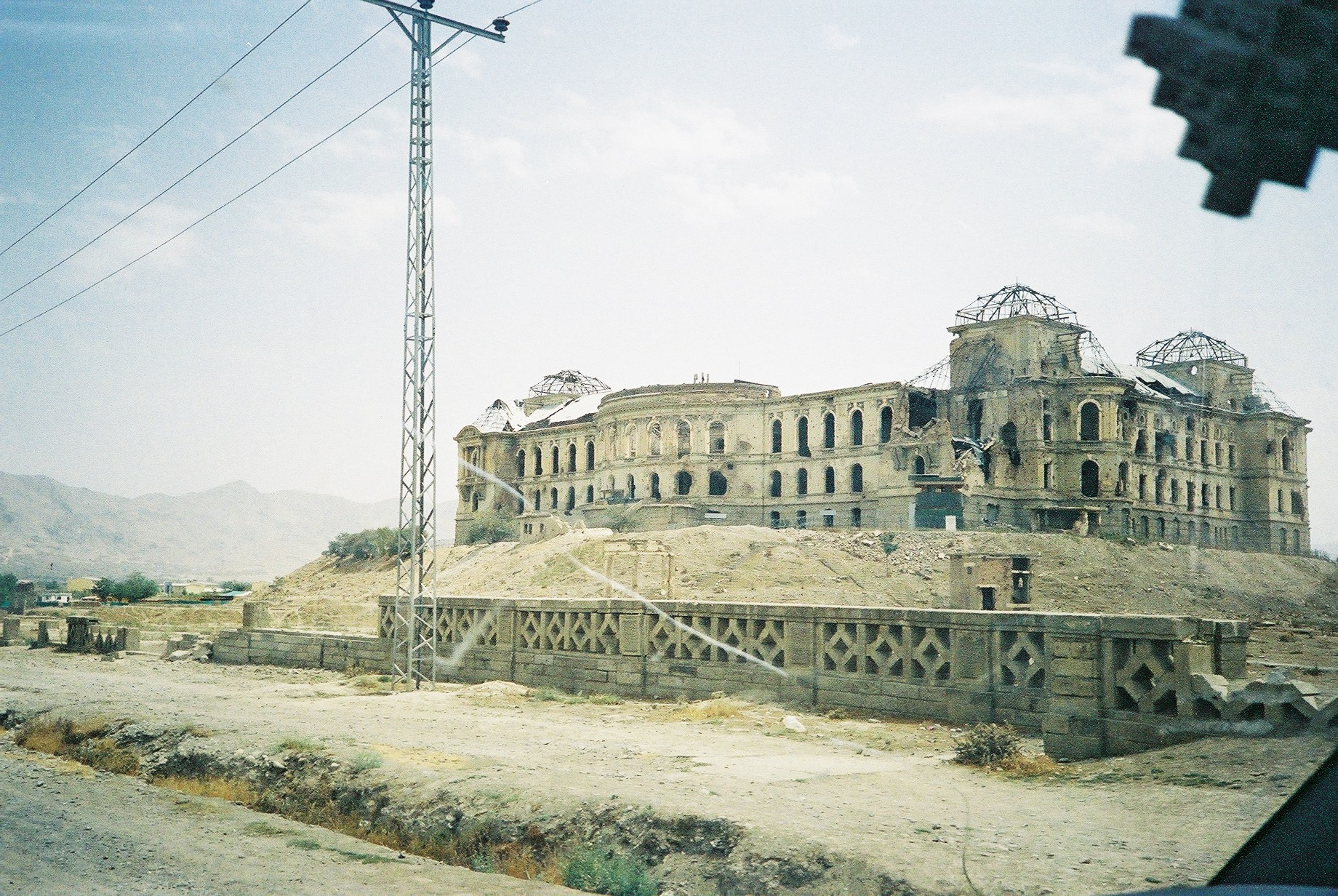
Pałac Darul Aman w 2006 r.
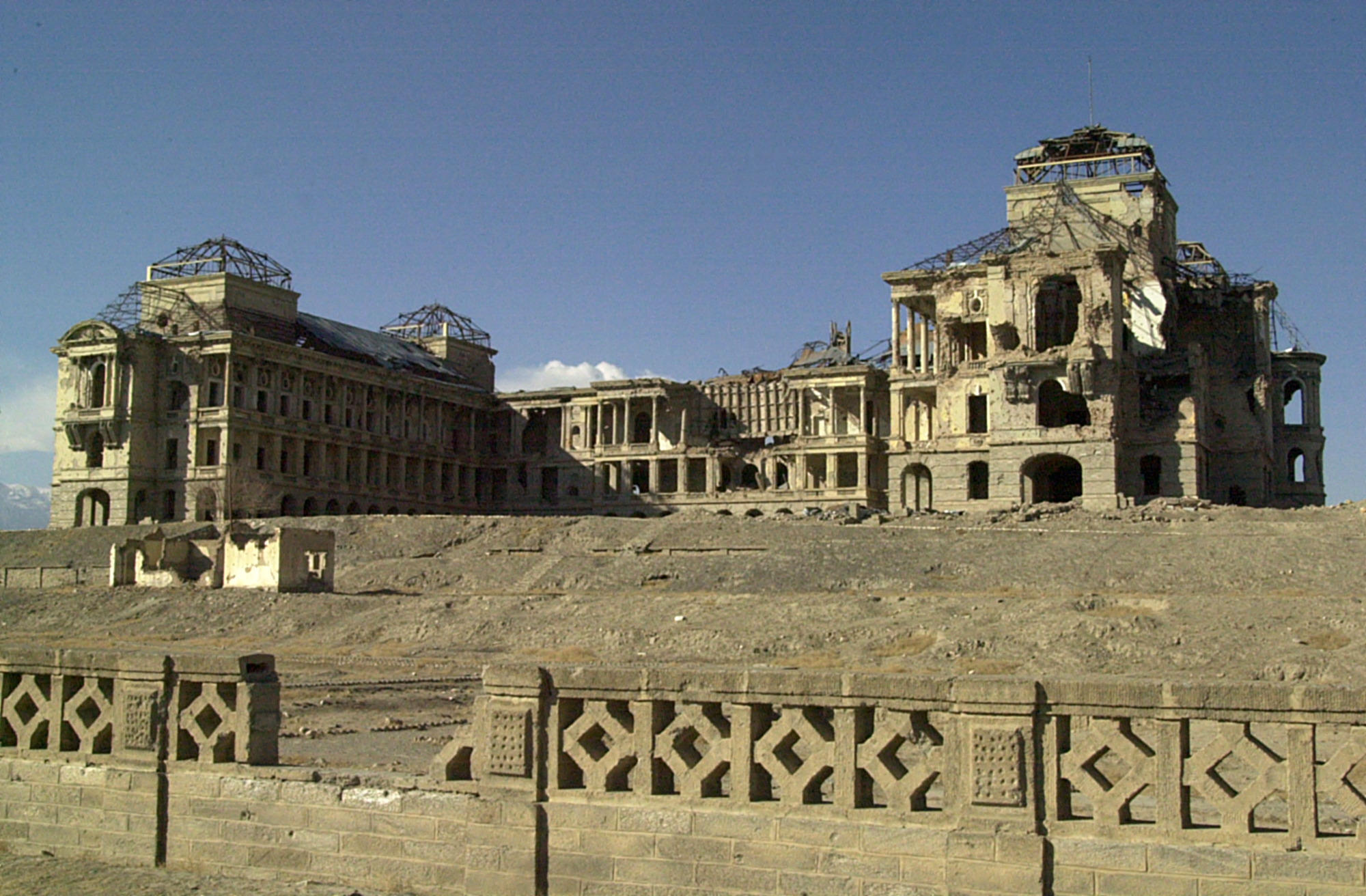
Pałac Darul Aman w 2002r.
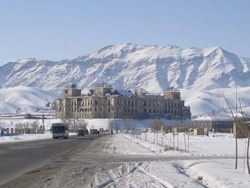
Duże opady śniegu w Kabulu, w tle Pałac Darul Aman.
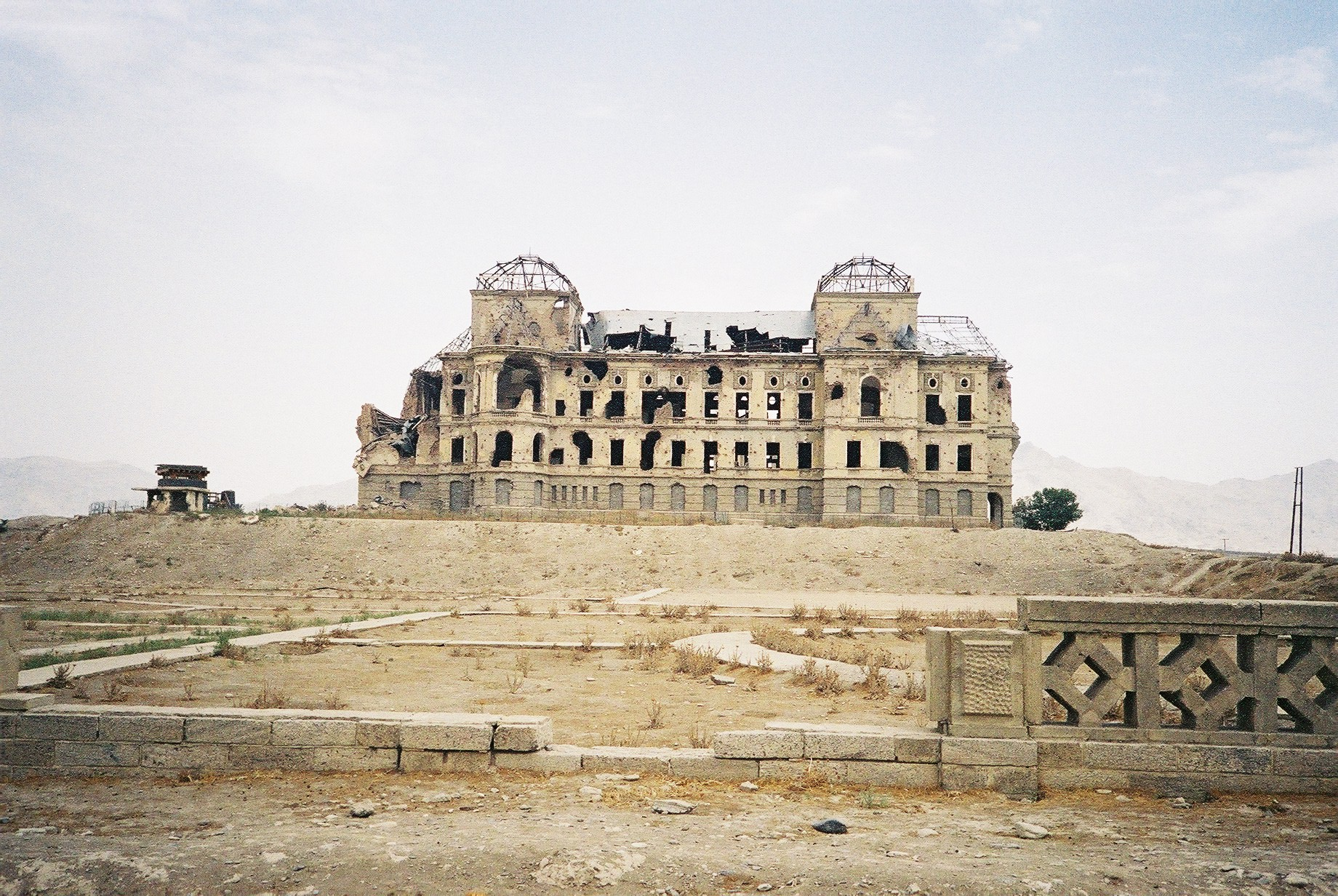
Elewacja zachodnia Pałacu Darul Aman (2006 r.)
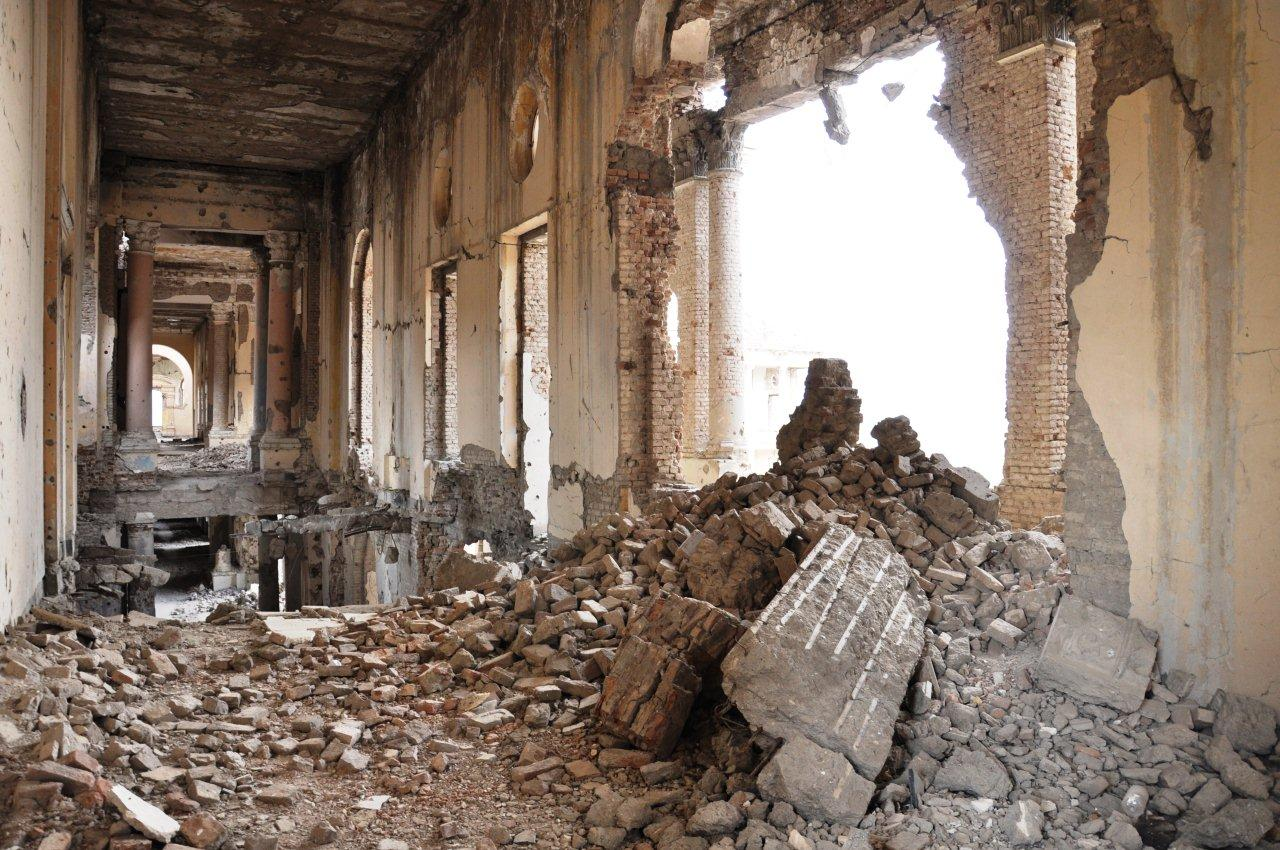
Wnętrze zniszczonego pałacu w 2010 r.
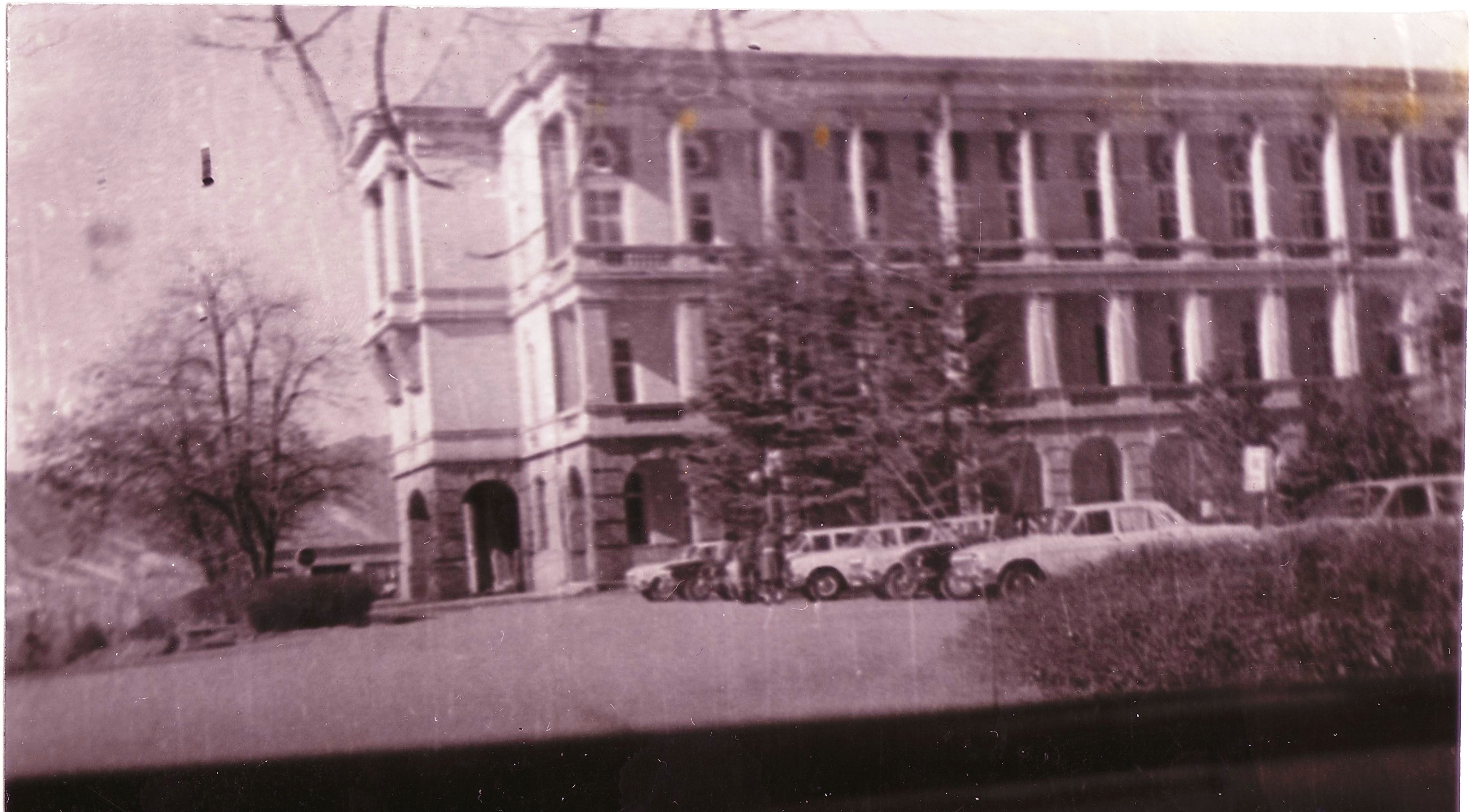
Pałac w 1986 r.
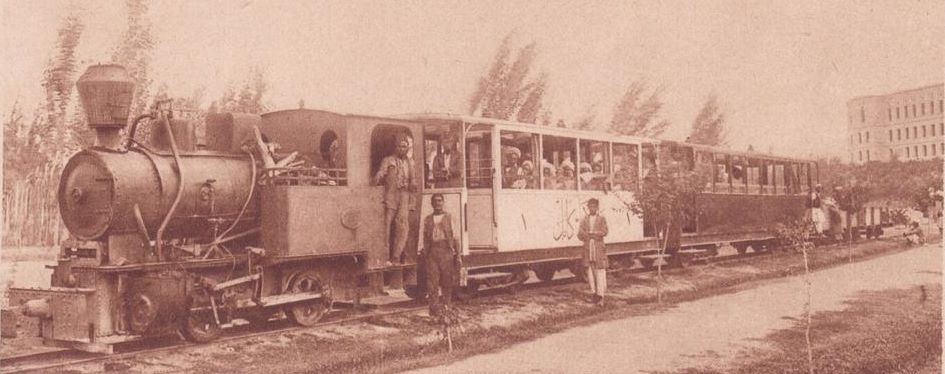
Historyczna kolejka.
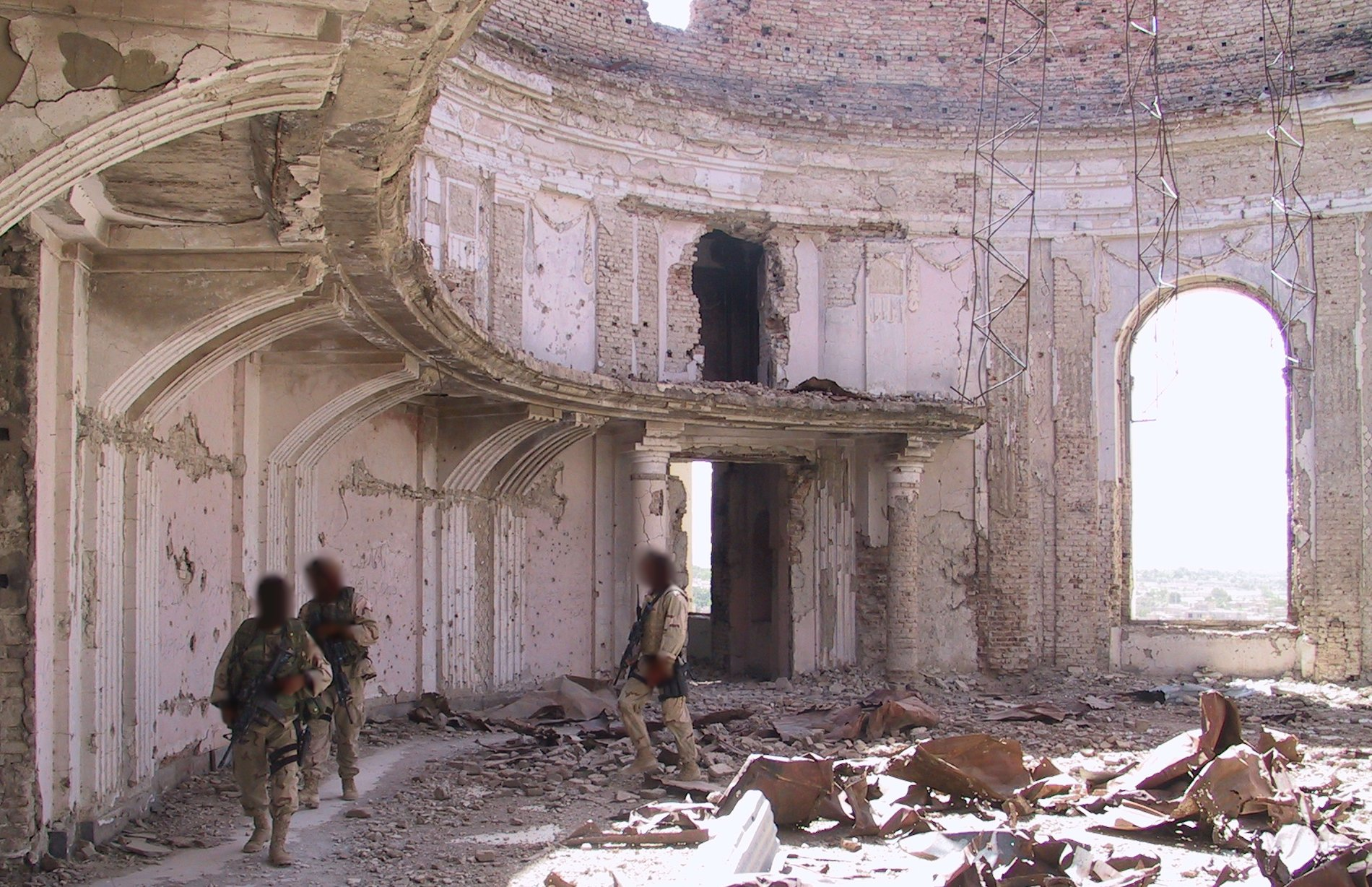
Amerykańscy komandosi patrolują mocno zbombardowany pokój pałacu w 2002 r.